# Jasper van der Werff
Jasper van der Werff (ur. 9 grudnia 1998 w St. Gallen) – szwajcarski piłkarz pochodzenia holenderskiego występujący na pozycji obrońcy w szwajcarskim klubie FC Basel, do którego został wypożyczony z Red Bull Salzburg, oraz w reprezentacji Szwajcarii U-21.

## Kariera klubowa

### FC Sankt Gallen
W 2008 roku dołączył do akademii FC Sankt Gallen. 2 lutego 2018 został przesunięty do pierwszego składu. Zadebiutował 17 lutego 2018 w meczu Swiss Super League przeciwko FC Basel (0:2).

### Red Bull Salzburg
1 lipca 2018 podpisał kontrakt z austriackim klubem Red Bull Salzburg. Zadebiutował 18 sierpnia 2018 w meczu Bundesligi przeciwko TSV Hartberg (2:0). W sezonie 2018/19 jego zespół zajął pierwsze miejsce w tabeli zdobywając mistrzostwo Austrii. W tym samym sezonie jego zespół zdobył Puchar Austrii.

### FC Liefering
1 sierpnia 2018 został wysłany na wypożyczenie do drużyny FC Liefering. Zadebiutował 3 sierpnia 2018 w meczu 2. Ligi przeciwko SK Vorwärts Steyr (4:0).

### FC Basel
9 stycznia 2020 udał się na wypożyczenie do szwajcarskiego klubu FC Basel. Zadebiutował 2 lutego 2020 w meczu Swiss Super League przeciwko FC Sankt Gallen (1:2). 12 marca 2020 zadebiutował w Lidze Europy w meczu przeciwko Eintrachtowi Frankfurt (0:3).

## Kariera reprezentacyjna

### Szwajcaria U-21
W 2018 roku otrzymał powołanie do reprezentacji Szwajcarii U-21. Zadebiutował 25 maja 2018 w meczu towarzyskim przeciwko reprezentacji Francji U-21 (2:1).

## Statystyki

### Klubowe
(aktualne na dzień 4 stycznia 2021)
| Klub                | Sezon              | Liga               | Liga  | Liga   | Puchar kraju | Puchar kraju | Europa | Europa | Suma  | Suma   |
| Klub                | Sezon              | Liga               | Mecze | Bramki | Mecze        | Bramki       | Mecze  | Bramki | Mecze | Bramki |
| ------------------- | ------------------ | ------------------ | ----- | ------ | ------------ | ------------ | ------ | ------ | ----- | ------ |
| FC Sankt Gallen     | 2017/18            | Swiss Super League | 9     | 0      | 0            | 0            | –      | –      | 9     | 0      |
| FC Sankt Gallen     | Ogólnie            | Ogólnie            | 9     | 0      | 0            | 0            | 0      | 0      | 9     | 0      |
| Red Bull Salzburg   | 2018/19            | Bundesliga         | 4     | 0      | 1            | 0            | 0      | 0      | 5     | 0      |
| Red Bull Salzburg   | Ogólnie            | Ogólnie            | 4     | 0      | 1            | 0            | 0      | 0      | 5     | 0      |
| FC Liefering (wyp.) | 2018/19            | 2. Liga            | 3     | 0      | 0            | 0            | –      | –      | 3     | 0      |
| FC Liefering (wyp.) | 2019/20            | 2. Liga            | 9     | 0      | 0            | 0            | –      | –      | 9     | 0      |
| FC Liefering (wyp.) | Ogólnie            | Ogólnie            | 12    | 0      | 0            | 0            | 0      | 0      | 12    | 0      |
| FC Basel (wyp.)     | 2019/20            | Swiss Super League | 14    | 0      | 3            | 0            | 3      | 0      | 20    | 0      |
| FC Basel (wyp.)     | 2020/21            | Swiss Super League | 9     | 0      | 0            | 0            | 2      | 0      | 11    | 0      |
| FC Basel (wyp.)     | Ogólnie            | Ogólnie            | 23    | 0      | 3            | 0            | 5      | 0      | 31    | 0      |
| Ogólnie w karierze  | Ogólnie w karierze | Ogólnie w karierze | 48    | 0      | 4            | 0            | 5      | 0      | 57    | 0      |

### Reprezentacyjne
(aktualne na dzień 4 stycznia 2021)
| Reprezentacja   | Rok     | Mecze | Bramki |
| --------------- | ------- | ----- | ------ |
| Szwajcaria U-21 |         |       |        |
| 2018            | 2       | 0     |        |
| 2019            | 2       | 0     |        |
| 2020            | 3       | 0     |        |
| Ogólnie         | Ogólnie | 7     | 0      |

| Mecze i gole w reprezentacji | Mecze i gole w reprezentacji | Mecze i gole w reprezentacji | Mecze i gole w reprezentacji | Mecze i gole w reprezentacji | Mecze i gole w reprezentacji | Mecze i gole w reprezentacji | Mecze i gole w reprezentacji |
| Lp.                          | Data                         | Miejsce                      | Gospodarz                    | Gość                         | Wynik                        | Gol                          | Rozgrywki                    |
| ---------------------------- | ---------------------------- | ---------------------------- | ---------------------------- | ---------------------------- | ---------------------------- | ---------------------------- | ---------------------------- |
| 1.                           | 25.05.2018                   | Biel/Bienne                  | Szwajcaria U-21              | Francja U-21                 | 2:1                          |                              | Mecz towarzyski              |
| 2.                           | 11.09.2018                   | Biel/Bienne                  | Szwajcaria U-21              | Liechtenstein U-21           | 3:0                          |                              | el. ME U-21 2019             |
| 3.                           | 11.10.2019                   | Winterthur                   | Szwajcaria U-21              | Gruzja U-21                  | 2:1                          |                              | el. ME U-21 2021             |
| 4.                           | 15.10.2019                   | Sumgait                      | Azerbejdżan U-21             | Szwajcaria U-21              | 0:1                          |                              | el. ME U-21 2021             |
| 5.                           | 04.09.2020                   | Szafuza                      | Szwajcaria U-21              | Słowacja U-21                | 4:1                          |                              | el. ME U-21 2021             |
| 6.                           | 08.09.2020                   | Nitra                        | Słowacja U-21                | Szwajcaria U-21              | 1:2                          |                              | el. ME U-21 2021             |
| 7.                           | 13.10.2020                   | Biel/Bienne                  | Szwajcaria U-21              | Liechtenstein U-21           | 3:0                          |                              | el. ME U-21 2021             |

## Sukcesy

### Red Bull Salzburg
- Mistrzostwo Austrii (1×): 2018/2019
- Puchar Austrii (1×): 2018/2019

## Życie prywatne
Van der Werff urodził się w St. Gallen, w Szwajcarii. Jego rodzice pochodzą z Holandii.